# Ломоносов Володимир Григорович
Володимир Григорович Ломоносов (20 червня 1928, село Михайловське Далекосхідного краю, тепер Михайловського району Амурської області, Російська Федерація — 16 листопада 1999, місто Москва) — радянський діяч, 2-й секретар ЦК КП Узбекистану, голова Держкомітету СРСР з праці та соціальних питань, заступник голови ВЦРПС. Член Бюро ЦК КП Узбекистану. Член ЦК КПРС у 1966—1990 роках. Депутат Верховної Ради СРСР 7—11-го скликань.

## Життєпис
Народився в родині службовця.
У 1948—1953 роках — студент Московського інституту сталі імені Сталіна, здобув спеціальність інженера-металурга.
Член ВКП(б) з 1950 року.
У 1953—1954 роках — помічник майстра, майстер листопрокатного цеху металургійного заводу «Серп і Молот» у Москві. У 1954—1956 роках — заступник секретаря комітету КПРС, у 1956 році — партійний організатор ЦК КПРС, у 1956—1958 роках — секретар комітету КПРС Московського металургійного заводу «Серп і Молот».
У 1958—1962 роках — секретар, 2-й секретар, 1-й секретар Калінінського районного комітету КПРС міста Москви.
У 1962 — жовтні 1964 року — голова Середньоазіатського бюро ЦК КПРС.
У жовтні 1964 — березні 1965 року — інспектор відділу партійних органів ЦК КПРС по союзних республіках.
3 березня 1965 — 13 липня 1976 року — 2-й секретар ЦК КП Узбекистану.
У липні — серпні 1976 року — голова Державного комітету РМ СРСР з питань праці і заробітної плати. 17 серпня 1976 — липень 1978 року — голова Державного комітету РМ СРСР з праці і соціальних питаннях. У липні 1978 — 11 квітня 1983 року — голова Державного комітету СРСР з праці та соціальних питань.
З квітня 1983 по квітень 1986 року — в апараті ЦК КПРС: керівник групи радників ЦК КПРС при ЦК Народно-демократичної партії Афганістану.
4 квітня 1986 — 8 вересня 1989 року — заступник голови Всесоюзної центральної ради професійних спілок (ВЦРПС).
З вересня 1989 року — персональний пенсіонер союзного значення в місті Москві.
Похований на Троєкурівському цвинтарі.

## Нагороди
- три ордени Леніна
- орден Жовтневої Революції
- два ордени Трудового Червоного Прапора
- орден Дружби народів
- медалі